# Beautiful, Beautiful Brown Eyes
"Beautiful, Beautiful Brown Eyes" eller bara "Beautiful Brown Eyes" är en sång skriven av Alton Delmore och Arthur Smith som spelats in av bland andra Trini Lopez, Gene Vincent Jimmy Wakely, Roy Acuff, Alton Delmore och Arthur Smith trio. Den första inspelningen med större kommersiell framgång spelades in 1951 av Rosemary Clooney.

## "Guldbruna ögon" (1951)
Robert Monby och Gösta Carje skrev en text på svenska som heter "Guldbruna ögon", vilken spelades in 1951 av sångerskan Thory Bernhards, med Melody Girls och Leon Landgrens orkester. Samtida inspelningar av denna variant gjordes av Berit Carsten, Göte Lovén och Siv och Maj.

## "Leende guldbruna ögon" (1976)
Den mest kända svenska versionen heter "Leende guldbruna ögon", är skriven av Olle Bergman och har spelats in av flera olika dansband. I Sverige har den blivit en standard och en av de allra största dansbandshitsen. Melodin går ursprungligen i tretakt, medan den här versionen går i fyrtakt.
Först med att spela in den var Sven-Ingvars 1976, på albumet Playa blanca, i arrangemang och med sång av Sven-Erik Magnusson. Året därpå spelades den in av  Vikingarna på albumet Kramgoa låtar 5 med sång av Stefan Borsch, och 1988 spelades den in av Sten & Stanley för albumet Musik, dans & party 4. Vikingarna spelade återigen in låten 1990, då med  Christer Sjögren, som tagit över som bandet sångare redan 1978. Allra mest har låten just förknippats med Vikingarna och med Christer Sjögren samt med Sven-Ingvars.
1978 spelade Samuelsons in låten på sitt album Vilken dag. Sångtexten hade nu fått ett kristet tema, under titeln "Kom, låt oss hjälpa varandra".
Även rockigare versioner av låten har framförts, bland annat av Black Ingvars och Flintstens med Stanley, båda 1995 på albumen Earcandy Six respektive Stenhårda låtar 1, samt i Dansbandskampen 2008 av CC & Lee och i Dansbandskampen 2009 av Black Ingvars. CC & Lee förlade 2009 även sin version till albumet Gåva till dig.
Elisas tolkade låten i Dansbandskampen 2010, och gav även ut den på sitt debutalbum Det här är bara början.